# Tratado de Paz y Amistad entre Argentina y Chile
Se conoce como Tratado de Paz y Amistad al acuerdo firmado entre Argentina y Chile en 1984 que determina «la solución completa y definitiva de las cuestiones a que él se refiere», esto es, la fijación del límite entre los dos desde el canal Beagle hasta el pasaje de Drake al sur del cabo de Hornos. El tratado finalizó el conflicto del Beagle, que llevó a ambos países hasta el borde de la guerra en diciembre de 1978.

## Aprobación del Tratado
- El 18 de octubre de 1984 los negociadores (Marcelo Delpech por Argentina y Ernesto Videla por Chile) iniciaron en la Ciudad del Vaticano el Acta de consolidación del texto de acuerdo y al día siguiente hicieron público el contenido.
- El 25 de noviembre de 1984 el texto de acuerdo fue aprobado por el pueblo argentino en una consulta popular no vinculante.
- El 29 de noviembre de 1984 fue firmado el Tratado de Paz y Amistad en la Ciudad del Vaticano por los ministros de Relaciones Exteriores Dante Caputo (Argentina) y Jaime del Valle (Chile).
- El 30 de diciembre de 1984 fue aprobado el proyecto de ley con media sanción por la Cámara de Diputados de Argentina.
- El 14 de marzo de 1985 fue sancionada la ley n.º 23.172 por el Senado de la Nación Argentina.
- El 26 de marzo de 1985 fue promulgada la ley n.º 23.172 por el vicepresidente argentino Víctor Martínez, en ejercicio del Poder Ejecutivo de la Nación Argentina.
- El 11 de abril de 1985 fue aprobado por la Junta Militar de Chile en su papel de poder legislativo.
- El 2 de mayo de 1985 ambos ministros de Relaciones Exteriores intercambiaron los instrumentos de ratificación en la Ciudad del Vaticano ante el Papa Juan Pablo II.
- El 6 de mayo de 1985 fue promulgado por el jefe de Estado chileno Augusto Pinochet.[1]

Aunque el tratado fue firmado en 1984, la ratificación se produjo en 1985, lo que explica porqué a veces se habla del Tratado de 1984 y otras veces del Tratado de 1985.
El Tratado incluye la delimitación marítima, un procedimiento para la solución pacífica de controversias, estipula derechos de navegación y precisa los límites en la boca oriental del estrecho de Magallanes. En cada uno de estos puntos reafirma también los derechos de ambos países en la Antártida y exhorta a ambos pueblos a seguir el camino de la paz y la cooperación.

## Preámbulo
El tratado tiene presente como «fundamento inconmovible» el Tratado de 1881 (con el posterior Protocolo de 1893) «y sus instrumentos complementarios y declaratorios» e inicia el trazado del límite marítimo desde «el término de la delimitación existente» en el canal Beagle. Es decir, considera implícitamente válida la delimitación trazada por el laudo arbitral de 1977 y no se refiere a la soberanía sobre las islas en disputa, pero traza una línea que las deja del lado chileno de la misma. El tratado llama lo estipulado en él una «transacción».

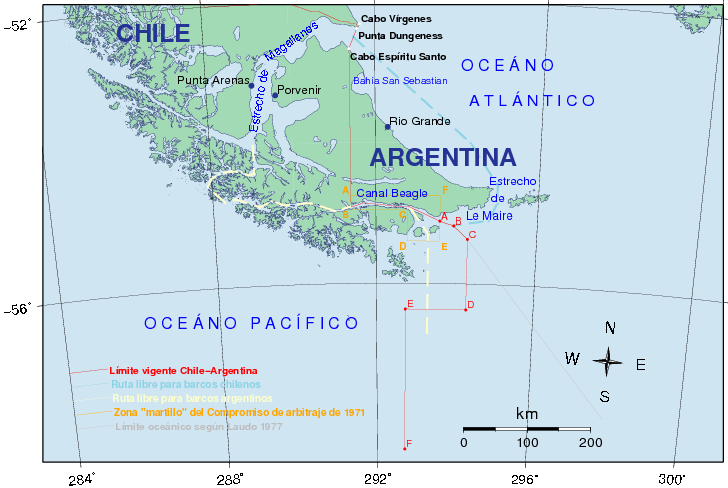
Mapa con los puntos de frontera marítima A, B, C, D, E y F, y los derechos de navegación otorgados por el Tratado de Paz de 1984 y la zona del arbitraje en 1971.

| Vértice | Sistema GSM (Latitud/Longitud) | Sistema decimal (Latitud/Longitud) |
| ------- | ------------------------------ | ---------------------------------- |
| A       | S 55°7′,3" - O 66°25′,0"       | -55.1175 -66.41666666666667        |
| B       | S 55°11′,0" - O 66°04′,7"      | -55.1833333 -66.06861111111111     |
| C       | S 55°22′,9" - O 65°43′,6"      | -55.3691667 -65.71833333333333     |
| D       | S 56°22′,8" - O 65°43′,6"      | -56.3688889 -65.71833333333333     |
| E       | S 56°22′,8" - O 67°16′,0"      | -56.3688889 -67.26666666666667     |
| F       | S 58°21′,1" - O 67°16′,0"      | -58.3502778 -67.26666666666667     |

## Delimitación marítima
A partir del extremo oriental del canal Beagle ("la delimitación existente" o "55°07",3 latitud sur y 66°25",0 de longitud oeste") traza una línea  (ver mapa a la derecha) el mar al occidente es chileno y al oriente es argentino. Ambos países se reconocieron mutuamente las ya establecidas líneas de bases rectas, que son las que delimitan con precisión lo que cada país considera como orilla de las islas y que determinan las aguas jurisdiccionales.[cita requerida]

El conflicto del Beagle entre Argentina y Chile y su proyección marítima.

## Derechos de navegación
Chile concedió derechos de navegación por aguas interiores chilenas a barcos de todas las banderas entre los puertos argentinos en el canal Beagle y el estrecho de Magallanes por una vía definida en el tratado: canal Magdalena, canal Cockburn, canal Brecknock o canal Ocasión, canal Ballenero, canal O'Brien, paso Timbales, brazo Noroeste del canal Beagle y canal Beagle hasta el meridiano 68° 36",5 longitud oeste. En la otra dirección se debe utilizar el mismo camino. Para ello deben tomar un práctico a bordo y solicitarlo con 48 horas de anticipación.[cita requerida]
Argentina otorga derechos de navegación a Chile a través del estrecho de Le Maire y Chile otorga a Argentina derechos de navegación desde y hacia la Antártida y la zona económica exclusiva de Argentina por una vía definida en el tratado. Todas las concesiones de este párrafo son sin piloto ni aviso.[cita requerida]

## El estrecho de Magallanes

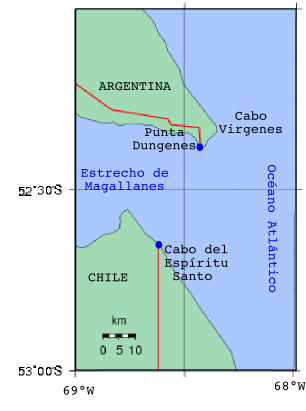
Puntos extremos del límite de Argentina y Chile en la boca del estrecho de Magallanes, lugar donde se reconoce el límite del estrecho mismo.

El estrecho de Magallanes es, desde el Tratado de Límites de 1881, una zona desmilitarizada y abierta a todas las banderas del mundo.
Nuevo en ese sentido es la obligación que aceptó Argentina:.

a mantener, en cualquier tiempo y circunstancias, el derecho de los buques de todas las banderas a navegar en forma expedita y sin obstáculos a través de sus aguas juridiccionales hacia y desde el estrecho de Magallanes.

Con el reconocimiento de las líneas de base chilenas, en las cuales aparecen los canales Abra, Barbara, Magdalena y Cockburn como aguas interiores chilenas, reconoce Argentina que el estrecho de Magallanes no tiene un delta en su extremo oeste.
Según la tesis defendida por el almirante argentino Segundo Storni, Argentina debía participar en la regulación de la navegación en el estrecho de Magallanes porque sería corribereña del mismo al ser propietaria de la boca oriental del estrecho, en la cuña formada entre punta Dungeness, el cabo Vírgenes y el cabo del Espíritu Santo. Esta tesis fue postulada posteriormente como oficial por el Ministerio de Relaciones Exteriores de Argentina. Este punto de vista quedó descartado por el artículo 10 del tratado, que limita las soberanías de Chile y Argentina en el estrecho de Magallanes al occidente y al oriente de la línea recta punta Dungeness-cabo del Espíritu Santo, respectivamente.

## Acuerdo para la solución pacífica de controversias

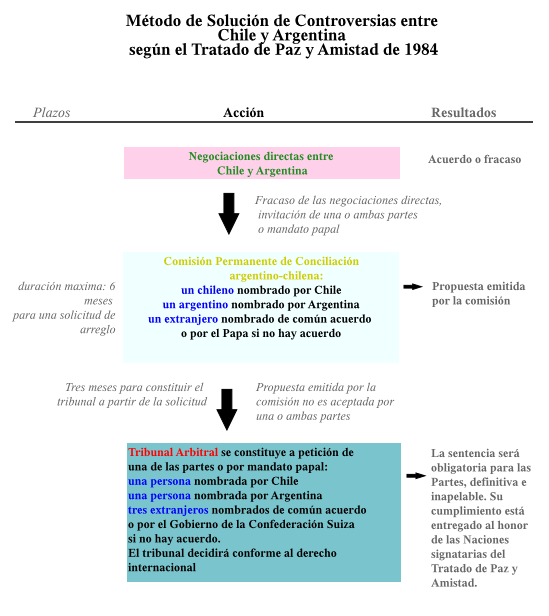
Esquema del mecanismo de solución pacífica de controversias acordado en el Tratado.

Además, el tratado incluye un detallado marco de acuerdos para la solución pacífica de controversias entre ambas naciones que incluye a la Santa Sede como mediadora, una Comisión Permanente de Conciliación y, en caso necesario, un Tribunal Arbitral cuyos laudos serán obligatorios, definitivos e inapelables y estarán entregados al honor de las naciones signatarias.